# Antrocephalus livii
Antrocephalus livii is een vliesvleugelig insect uit de familie bronswespen (Chalcididae). De wetenschappelijke naam is voor het eerst geldig gepubliceerd in 1921 door Girault.